# Universidad Privada de Santa Cruz de la Sierra
La Universidad Privada de Santa Cruz de la Sierra es una universidad privada ubicada en la ciudad de Santa Cruz de la Sierra, Bolivia. Fue fundada el 12 de marzo de 1984 por la Cámara de Industria, Comercio, Servicios y Turismo de Santa Cruz (CAINCO). En 2022, fue distinguida por ocupar el primer lugar en la categoría “Formación” en el ranking de reputación corporativa en Bolivia que elabora anualmente Monitor Empresarial de Reputación Corporativa (MERCO). Es el octavo año consecutivo que la UPSA logra tal sitial.

## Misión
Formar talentos humanos competitivos, con visión globalizada, espíritu emprendedor y sentido ético; preparados para crear, gestionar y liderar actividades productivas e innovadoras que promuevan la transformación positiva de la comunidad.

## Visión
Universidad internacional de alta calidad docente e investigadora, centrada en la atención y experiencia académica de sus futuros, actuales y antiguos alumnos. Que forma a los mejores profesionales del ámbito y está en contacto vivo y directo con empresas e instituciones a las que sirve permanentemente en sus necesidades profesionales y tecnológicas.

## Facultades y Carreras
| Facultad                                     | Carreras                               |
| -------------------------------------------- | -------------------------------------- |
| Facultad de Arquitectura, Diseño y Urbanismo | Arquitectura                           |
| Facultad de Arquitectura, Diseño y Urbanismo | Diseño Industrial                      |
| Facultad de Ciencias Empresariales           | Administración de Empresas             |
| Facultad de Ciencias Empresariales           | Auditoría y Finanzas                   |
| Facultad de Ciencias Empresariales           | Comercio internacional                 |
| Facultad de Ciencias Empresariales           | Ingeniería Comercial                   |
| Facultad de Ciencias Empresariales           | Ingeniería Económica                   |
| Facultad de Ciencias Empresariales           | Ingeniería financiera                  |
| Facultad de Ciencias Empresariales           | Marketing y Publicidad                 |
| Facultad de Ciencias Jurídicas               | Derecho                                |
| Facultad de Humanidades y Comunicación       | Comunicación Estratégica y Corporativa |
| Facultad de Humanidades y Comunicación       | Psicología                             |
| Facultad de Humanidades y Comunicación       | Diseño gráfico                         |
| Facultad de Humanidades y Comunicación       | Diseño y Gestión de la Moda            |
| Facultad de Ingeniería                       | Ingeniería Civil                       |
| Facultad de Ingeniería                       | Ingeniería de Sistemas                 |
| Facultad de Ingeniería                       | Ingeniería Electrónica                 |
| Facultad de Ingeniería                       | Ingeniería Industrial y de Sistemas    |
| Facultad de Ingeniería                       | Ingeniería Informática Administrativa  |

Ingeniería Mecatrónica (a partir de 2024)

## Historia
La Cámara de Industria y Comercio de Santa Cruz, a mediados de 1983, puso en marcha las acciones para fundar una universidad privada de carácter empresarial y capaz de competir con universidades extranjeras en calidad académica. 
El 4 de enero del año 1984 el Directorio de CAINCO se reunió para analizar la propuesta planteada por el Directorio had doc de crear una Fundación denominada “Santa Cruz de la Sierra” que por su condición “no persigue fines de lucro (…) de duración indefinida (…) con el propósito de erigir la Universidad Privada de Santa Cruz de la Sierra, cuyos fines y objetivos se inspirarán en los objetivos que ha merituado la Fundación”. Santa Cruz despertó el viernes 29 de enero con el anuncio de la creación de la UPSA y la publicación del cronograma de exámenes de ingreso e inscripciones. Los primeros estudiantes de la UPSA se inscribieron a cuatro carreras: Administración de Empresas, Arquitectura, Comunicación Social e Ingeniería de Sistemas. En 1988 se tuvo la graduación de los primeros profesionales de la UPSA. El 14 y 15 de diciembre seis estudiantes -cuatro de Comunicación Social y dos de Administración de Empresas- defendieron sus tesis de grado, para obtener el grado de Licenciatura. El 19 de diciembre de ese año, en la Casa de la Cultura “Raúl Otero Reiche” se llevó a cabo el primer acto de Colación de Grado de la UPSA, en el que los seis primeros graduados recibieron sus diplomas académicos. 
Al año siguiente fue creada la Unidad de Postgrado, que dio paso a la primera Maestría dictada en la UPSA, en Ciencias de la Computación Mención Base de Datos, en la que participaron 24 maestrantes. 
En 1990 comenzó la construcción del nuevo Campus de la UPSA en cinco hectáreas ubicadas en el ingreso al Parque Industrial. Las nuevas instalaciones con bloques para aulas, laboratorios y oficinas fueron inauguradas tres años después, incluido el complejo polideportivo.  
La primera certificación internacional de la Calidad Académica e Institucional es entregada por el Centro Interuniversitario de Desarrollo (CINDA) a la UPSA en 1995. Cinco años después fue iniciado el segundo proceso de evaluación internacional, bajo los criterios de la Red Latinoamericana de Cooperación Universitaria, RLCU. Fue ese año 2000 que se obtuvo la categoría de Universidad Plena.
En 2002 fue completado el primer Plan de Acción Estratégico UPSA 2002, con alcance quinquenal, en tanto que en 2004 fue implementado el Sistema de Gestión de la Calidad bajo la norma ISO 9001:2000 para procesos administrativos y académicos. Al año siguiente fue iniciado el proceso de formación postgradual de docentes.
El primer Centro de Convenciones Universitario del país fue inaugurado en el Campus UPSA en 2009, se trata de un escenario con capacidad para 600 personas sentadas, en el que se desarrollan eventos de nuestra Universidad y en convenio con instituciones que organizan eventos de interés académico.
Un convenio firmado con la Academia Nacional de Ciencias de Bolivia (ANCB) en 2010 permitió a la UPSA acoger a la ANCB-Departamental Santa Cruz, a través de la cual nuestra Universidad fomenta y financia la investigación, difunde el conocimiento mediante conferencias, seminarios, talleres y conversatorios, además de impulsar la incorporación de nuevos académicos e implementar un premio que reconoce los aportes a la difusión científica.
En 2014 concluyó el tercer proceso de planificación estratégica PAE UPSA 2017, con seis ejes estratégicos: vinculación empresarial, docencia, estudiantes, graduados, internacionalización y captación. 
La UPSA fue sede en 2015 de la XX Reunión Anual de la Asociación de Economía de América Latina y El Caribe (LACEA, por sus siglas en inglés), que contó con la participación de los premios Nobel en Economía Peter Diamond y Lars Peter Hansen, también de más de 500 científicos de Latinoamérica, África y Europa, que presentaron centenares de ponencias.
En 2017, la UPSA implementó nuevos planes de estudios, con ejes en internacionalización, emprendedurismo, competitividad global y materias electivas. El remozado modelo educativo de las carreras de pregrado y de cinco maestrías refuerza la preparación de los graduados para ejercer en cualquier país del mundo, así como relacionarse con empresas multinacionales y entidades supranacionales.
MERCO, monitor corporativo de gran referencia en Latinoamérica y España, contempla a la UPSA en el primer lugar en la categoría “Formación” del ranking 2018 de reputación corporativa en Bolivia. Además, la UPSA se encuentra entre las diez mejores instituciones y empresas de la categoría Responsabilidad Social.
En 2019, a la par de inaugurar un Edificio para la Facultad de Ingeniería, la UPSA realizó la reapertura de los ahora renovados Laboratorios. El nuevo equipamiento permite fortalecer la proyección institucional de nuestra Universidad y consolidar el sector de investigación tecnológica, elevando el estándar de calidad en la enseñanza en el país.

## Estudiantes
Durante la gestión 2018 la población estudiantil de la UPSA estuvo integrada por 3.280 estudiantes en pregrado y 414 en postgrado. En los programas de educación continua y las academias de capacitación, el número de participantes fue de 5.318.

## Modelo Educativo
La UPSA posee un modelo educativo pragmático basado en la interrelación Universidad - Empresa – Sociedad, que se enmarca en el paradigma cognitivo de la educación. Este modelo constituye el elemento fundamental para alcanzar el perfil del profesional establecido por la Institución. El modelo UPSA define como eje del proceso educativo la formación, alcanzando el cumplimiento de la Misión Institucional al integrar a la vida del estudiante la cultura científica, social, académica y profesional, y aportar con ciudadanos comprometidos con el desarrollo social y productivo del país, en un mundo globalizado, con una visión competitiva y emprendedora respetuosos de la diversidad cultural.

## Internacionalización
La UPSA mantiene convenios con más de 120 universidades de 32 países, con las que se coordinan intercambios académicos de docentes y estudiantes, así como procesos de cooperación e intercambio orientados a la mejora continua.

## Investigación
Las facultades de la UPSA, el Departamento de Investigación y Postgrado y Administración son las entidades de la Universidad responsables de la organización y el desarrollo de investigación bajo un modelo se basa en los siguientes componentes:
CENTRO INTERNACIONAL DE INNOVACIÓN
Objetivos
-	Concentrar esfuerzos de actividades de emprendimiento, innovación e investigación a nivel de la Facultad de Ciencias Empresariales y coordinar actividades con otros centros facultativos.
CENTRO DE ESTUDIOS TRIBUTARIOS
Objetivos
-	Promover estudios en tributación boliviana e internacional
-	Investigaciones en materia tributaria
-	Promover participación docente-estudiante  en programas de investigación
CENTRO DE INVESTIGACIONES URBANAS, DISEÑO Y ARQUITECTURA - CIUDAD
Objetivos
-	Realizar proyectos de investigación en Urbanismo, Patrimonio,  Desarrollo social
CENTRO DE INVESTIGACIONES SOCIALES Y JURÍDICAS
Objetivos
-	Promover un lugar espacio intelectual  en la investigación jurídica
-	Investigaciones desde una perspectiva transdisciplinaria
-	Integración docente-estudiante en programas de investigación
CENTRO DE CÓMPUTO Y TECNOLOGÍAS DE INFORMACIÓN
Objetivos
-	Desarrollo a Medida de software para la UPSA
-	Desarrollo de infraestructura de Redes
-	Creación y mantenimiento de un Data Center
-	Integración con App para móviles.
-	Accesos Biométricos
CENTRO EN COMUNICACIÓN APLICADA - CICA
Objetivos
-	Fomentar, organizar y difundir la investigación científica en el área de Humanidades
CENTRO EN INVESTIGACIÓN Y ASESORAMIENTO PSICOLÓGICO
Objetivos
-	Investigaciones en Psicometría, Neuropsicología, Violencia y Género y Psicología social
-	Una  investigación en curso sobre integridad  académica
CENTRO DE ESTUDIOS INTERNACIONALES
Objetivos
-	Fomentar y apoyar a la formación de RRHH en procesos de Integración y Comercio Exterior
-	Generar y ejecutar proyectos en materia de Integración y Comercio Exterior
-	Crear conciencia a nivel de la comunidad sobre la importancia de los procesos de  Integración
-	Difundir a nivel nacional los alcances, condiciones y requerimientos  de procesos de comercio exterior

## Interacción social
Desde su primer año, la Universidad realizó dos importantes actividades de interacción social, ambas de carácter pionero en el medio: la Escuela de temporada y el primer Concurso para Bachilleres, la primera se realizó durante más de 15 años y la segunda, que continúa vigente, nació como Concurso Nacional para Bachilleres patrocinado por la Empresa Cruceña de Papel Kupel, y a partir del año 2000, por la CAINCO, constituyéndose en el más prestigioso concurso de su tipo en el país.
Para fomentar la excelencia, se estableció un sistema de becas automáticas destinadas a los mejores estudiantes de cada carrera, las que se otorgan desde entonces, sin ningún trámite por parte del alumno beneficiado. Esta iniciativa, desconocida para el medio entonces, fue muy bien acogida por las empresas locales interesadas en apoyar a la UPSA, y varias de ellas las financiaron por un tiempo. Esta política de “Becas a la Excelencia” es muy valorada por los padres y estudiantes.
El espíritu de servicio a la comunidad motivó la firma de un convenio con la Casa de la Cultura Raúl Otero Reiche para que los estudiantes desarrollen proyectos de arquitectura para los centros culturales de barrio y elaboren videos de divulgación cultural sobre el oriente boliviano. Todas las carreras organizaron seminarios, cursos y conferencias sobre temas económicos, culturales, científicos, profesionales y tecnológicos.
Otra actividad destacada de los primeros años de la UPSA fue la participación de la Universidad en las “Jornadas Santa Cruz 2000”, que habrían de orientar las políticas públicas y privadas durante los años siguientes.
En el ámbito de la Extensión, la UPSA creó la Dirección de Investigación y Postgrado, el CENACE, el DABE y sus laboratorios, los proyectos más ambiciosos de su historia institucional hasta entonces, como el diseño de 104 planes maestros de escuelas municipales que aplicaría el Gobierno Municipal; posteriormente, la investigación de todas las especies maderables del país que todavía no han sido estudiadas y la capacitación en distintos niveles de las más importantes empresas de servicio e industriales del país. Se potenció el Centro de Emprendimiento que cada semestre organiza una feria en la que los estudiantes presentan planes de negocios, muchos de los cuales son efectivamente llevados a la realidad.
Con el paso del tiempo, las tareas de responsabilidad social se sistematizaron a través de la creación de nuevos programas de becas y acciones concretas desarrolladas por los estudiantes en el marco de materias y, particularmente, de proyectos de apoyo a la comunidad coordinados por las Facultades y el Departamento de Asesoría y Bienestar Estudiantil.
Departamento de Asesoría y Bienestar Estudiantil
El Departamento de Asesoría y Bienestar Estudiantil (DABE) es una unidad especializada que brinda atención a la comunidad universitaria, promueve el desarrollo integral de los estudiantes y genera mecanismos para que estos se sientan contenidos, apoyados, escuchados y orientados en las distintas etapas de su formación. 
El Departamento de Asesoría y Bienestar Estudiantil de la UPSA realiza labores de asesoramiento en las áreas de psicología, programa de matrícula supervisada, preparación preuniversitaria, psicopedagogía, y orientación vocacional a bachilleres y colegios que lo solicitan; de igual manera, desarrolla programas de Responsabilidad Social Universitaria, como el denominado Juntos al Futuro.
Juntos Al Futuro
Juntos al Futuro es un proyecto del Programa de Responsabilidad Social Universitaria que se realiza desde 2007, a través de estudiantes beneficiados con la Beca Fundación. Los programas se enfocan en el aprendizaje de los estudiantes y el principio: la universidad sale a la comunidad y viceversa, mediante el cual los estudiantes aprenden de la experiencia.
Los beneficiarios del proyecto son estudiantes de colegios de la UV 6 de la ciudad de Santa Cruz de la Sierra, que reciben apoyo escolar en matemática, lectura, medio ambiente, respeto a la biodiversidad, entre otros.
A partir de un taller sobre RSU, realizado en 2011, los estudiantes comienzan a proponer proyectos de impacto en la comunidad y se amplía el alcance del proyecto Juntos al Futuro con la incorporación del programa Aldea Padre Alfredo SOS, donde se implementan los talleres de madera y carpintería y bordado.
Extensión Cultural
La Unidad de Extensión Cultural es la principal gestora de actividades extracurriculares de interés cultural para la comunidad universitaria. Organiza talleres para aprender o desarrollar habilidades artísticas, así como concursos interfacultades, interuniversitarios y a nivel nacional, en variadas formas de expresión artística. Así mismo, esta unidad es la responsable de la convocatoria, organización y promoción de los festivales de teatro, música y danza que se realizan anualmente en la UPSA y canaliza la participación de las representaciones de estudiantes UPSA en diferentes eventos a nivel nacional e internacional.
Unidad de Deportes
La Coordinación de Deportes se crea el 1986, bajo la dependencia de Secretaria General. Los propósitos fueron varios, todos ellos dirigidos a enriquecer la vida estudiantil universitaria y promover los beneficios a la salud desde la práctica deportiva. En ese sentido, la UPSA incentiva al deporte como un mecanismo de desarrollo integral de la persona, reconociéndolo como un medio para la liberación de las tensiones generadas por las exigencias de los estudios y el ritmo de vida actual. La continuidad y consolidación de los hábitos de la práctica deportiva también permite afianzar la identificación del estudiante con su carrera y del graduado con la UPSA, fortaleciendo la integración entre los diferentes niveles y facultades, consolidando la comunidad universitaria.
Desde la fundación, la Unidad de Deportes ha estado a cargo de la organización de uno de los eventos más reconocidos por los estudiantes de colegio, la Copa UPSA, y ha impulsado el desarrollo competitivo de los equipos de la Universidad en diversas disciplinas.
Vivienda Productiva
El objetivo es la creación y puesta en marcha de pequeños emprendimientos comerciales que generen un negocio familiar en el terreno de la vivienda de una familia de escasos recursos. También hace referencia a todos los elementos que forman parte la Investigación de Mercado, como también la importancia de conocer el entorno para que una empresa sea competitiva y un tercer elemento es facilitar la gestión del crédito en las diferentes agencias financieras para poder hacer realidad el proyecto. 
En el proyecto participan estudiantes de Arquitectura, Ingeniería Comercial y Finanzas. Se espera que la información conseguida, sirva de referencia y base para la creación y gestión para cualquier empresa que genere mejores ingresos familiares.
Vivienda Germinal
El programa comunitario de vivienda germinal PCVG es una iniciativa del Plan de Extensión Estratégica de la Facultad de Arquitectura, Diseño y Urbanismo UPSA. Se plantea como una alternativa académica, en la que estudiantes y docentes tienen la oportunidad de trabajar institucionalmente en el mejoramiento de la calidad de vida de familias que viven en el marco de extrema pobreza.
Los alumnos de la Facultad de Arquitectura, Diseño y Urbanismo, del ciclo medio se habilitan para cumplir 100 horas de trabajo en el marco de la asignatura “pasantía social”, que va desde la elaboración del proyecto, el acopio y traslado de materiales, hasta la entrega de la obra construida.